# Luftwaffenführungskommando
Das Luftwaffenführungskommando (LwFüKdo) war neben dem Luftwaffenamt eine der beiden Höheren Kommandobehörden der Luftwaffe mit Dienstsitz in der Luftwaffenkaserne Wahn in Köln. Es war bis zur Aufstellung des Kommandos Luftwaffe die oberste operationelle Führungsebene dieser Teilstreitkraft. Von 1970 bis zur Umbenennung 1994 trug es den Namen Luftflottenkommando. Das LwFüKdo wurde zum 30. Juni 2013 aufgelöst und zum Kommando Einsatzverbände Luftwaffe umgewandelt.

## Geschichte

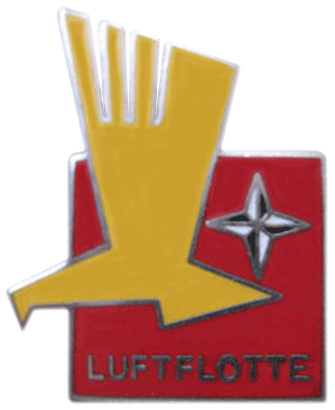
Ansteckpin mit Wappen des Luftflottenkommandos
(1970–1994)

Mit Einnahme der Luftwaffenstruktur 3 ging zum 1. Oktober 1970 in Köln das Luftflottenkommando aus der Inspektion Kampfverbände der Luftwaffe des Luftwaffenamts hervor. Gleichzeitig wurden ihm nach Auflösung der Luftwaffengruppenkommandos Nord und Süd die vier Luftwaffendivisionen mit ihren Kampfverbänden unterstellt. 1992 folgte das Lufttransportkommando. Somit waren alle Einsatzverbände der Luftwaffe unter einheitlicher Führung zusammengefasst.
Im Rahmen der Luftwaffenstruktur 4 wurde mit Auflösung des Luftflottenkommandos zum 1. April 1994 das Luftwaffenführungskommando aufgestellt. Ihm waren die zwei Luftwaffenkommandos Nord und Süd mit den Kampfverbänden, das Lufttransport- und das Luftwaffenführungsdienstkommando nachgeordnet.
Mit einer Straffung der Führungsstrukturen durch Umsetzung der Luftwaffenstrukturen 5 und 6 nahm ab 2001 der unterstellte Bereich des Luftwaffenführungskommandos seine damalige Form an. Die Luftwaffenkommandos Nord/Süd und das Luftwaffenführungsdienstkommando fielen weg, die Anzahl der Luftwaffendivisionen wurde auf drei reduziert.

## Aufgaben

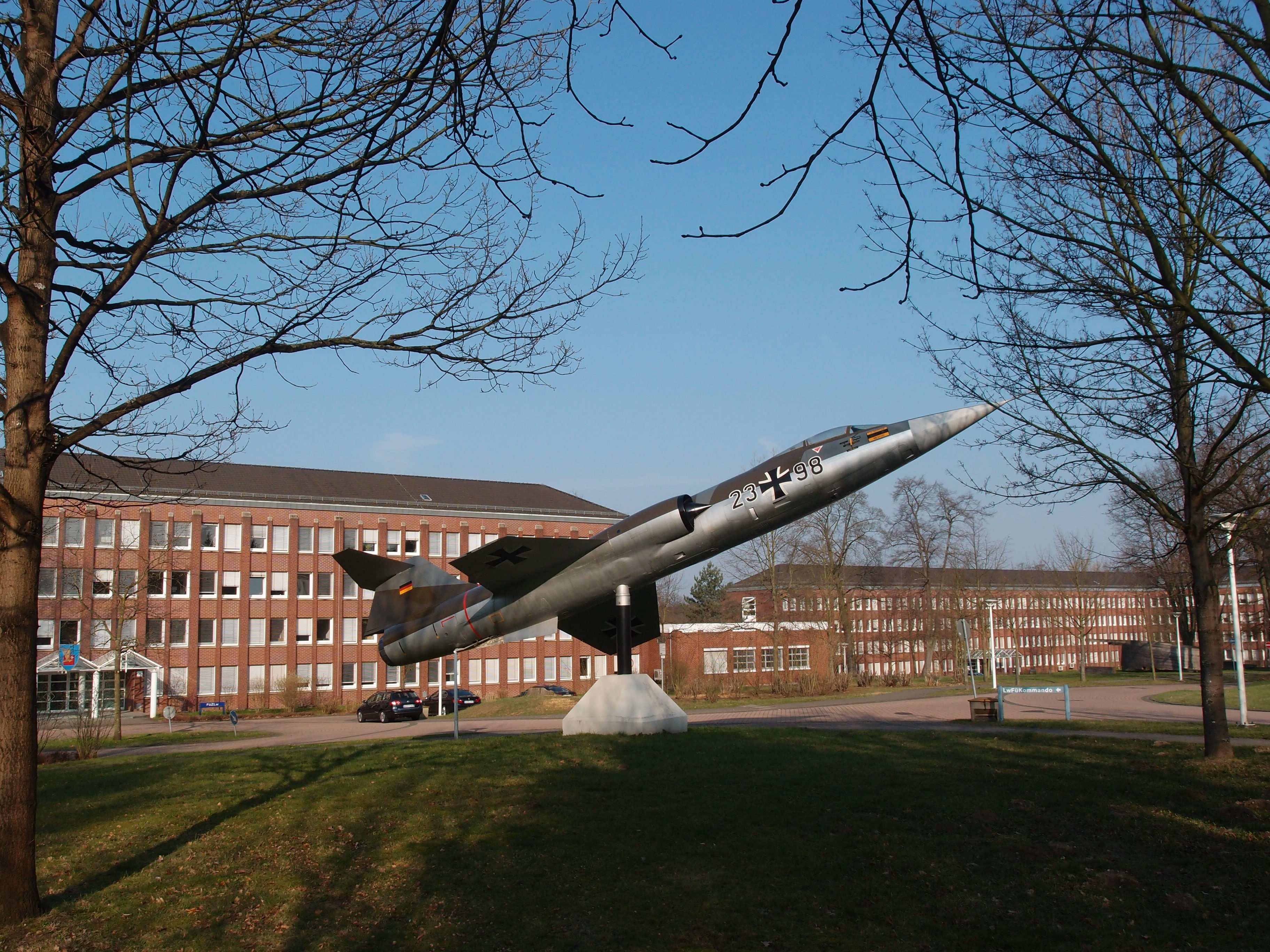
Eine Lockheed F-104 „Starfighter“ vor einem Dienstgebäude des LwFüKdo in der Luftwaffenkaserne Wahn

Hauptaufgaben des Luftwaffenführungskommandos waren die truppendienstliche Führung der unterstellten Großverbände und Dienststellen und die Gewährleistung deren Einsatzbereitschaft als sogenannter „Force Provider“. In Einsätzen war es verantwortlich für die Vorbereitung von Einsatz- und Einsatzunterstützungskräften der Luftwaffe. Es unterstützte in fachlichen Fragen das Einsatzführungskommando der Bundeswehr. Bei Bedarf konnte ihm für Einsätze die Funktion eines Leitführungskommandos mit Führungs- und Koordinierungsaufgaben übertragen werden.

## Führung
Der Befehlshaber Luftwaffenführungskommando war ein Generalleutnant (3-Sterne-General). Weitere Angehörige der Führungsgruppe waren der Stellvertreter des Befehlshabers (ein Generalmajor) und der Chef des Stabes (ein Brigadegeneral).
| Name                                   | Beginn der Berufung | Ende der Berufung  |
| -------------------------------------- | ------------------- | ------------------ |
| Generalleutnant Günther Rall           | 1. Oktober 1970     | 15. Dezember 1970  |
| Generalleutnant Herbert Wehnelt        | 1. April 1971       | 30. September 1974 |
| Generalleutnant Walter Krupinski       | 1. Oktober 1974     | 9. November 1976   |
| Generalleutnant Bruno Loosen           | Dezember 1976       | 31. März 1981      |
| Generalleutnant Fritz Wegner           | 1. April 1981       | 31. März 1983      |
| Generalleutnant Hans-Jörg Kuebart      | 1. April 1983       | 31. März 1989      |
| Generalleutnant Walter Schmitz         | 1. April 1989       | 30. September 1991 |
| Generalleutnant Gerhard John           | 1. Oktober 1991     | 30. September 1995 |
| Generalleutnant Jürgen Höche           | 1. Oktober 1995     | 1999               |
| Generalleutnant Peter Vogler           | Dezember 1999       | 31. März 2002      |
| Generalleutnant Dirk Böcker            | 1. April 2002       | 31. August 2002    |
| Generalleutnant Walter Jertz           | 1. September 2002   | 31. Mai 2006       |
| Generalleutnant Aarne Kreuzinger-Janik | 1. Juni 2006        | 26. Oktober 2009   |
| Generalleutnant Peter Schelzig         | 26. Oktober 2009    | 29. April 2013     |
| Generalleutnant Martin Schelleis       | 29. April 2013      | (Auflösung)        |

## Gliederung
Dem Befehlshaber stand ein Stab mit rund 450 Angehörigen zur Verfügung, der analog zu NATO-Dienststellen gegliedert war (A1 bis A9-Gliederung).
Die Hauptaufgaben der Abteilungen umfassten:
- Abteilung A1: Personalbearbeitung, Personalbearbeitung Reservistenangelegenheiten, truppendienstliche Personalangelegenheiten, Einsatzabstellungen
- Abteilung A2: militärisches Nachrichtenwesen der Luftwaffe, militärische Sicherheit, fachliche Führung der Feldnachrichtenkräfte der Luftwaffe
- Abteilung A3: unmittelbare Einsatzvorbereitung und -begleitung, Betrieb des Führungszentrums Luftwaffe (FüZLw) als gemeinsames Lagezentrum des Führungsstabs der Luftwaffe, des Luftwaffenamts und des Luftwaffenführungskommandos
- Abteilung A4: materielle Einsatzbereitschaft, logistische Einsatz- und Übungsplanung, Materialbewirtschaftung
- Abteilung A5 (zugleich A9 – Zivil-militärische Zusammenarbeit): konzeptionelle Grundlagen, Organisation, Herstellung und Erhalt der Waffensysteme mit vier Gruppen:

- A5I: Grundsatzangelegenheiten, Beitrag zum – gemeinsam mit dem Luftwaffenamt eingerichteten – Luftmachtzentrum
- A5II: bodengebundene Waffen- und Führungssysteme, Objektschutz der Luftwaffe
- A5III: fliegende Waffensysteme
- A5IV: Lufttransport

- Abteilung A6: Führungsunterstützung, IT-Systeme, örtliche militärische Flugsicherung, IT-Sicherheit
- Abteilung A7: Übungsplanung, taktische Überprüfungen (durch die NATO), fliegerische Standardisierung, Weiterentwicklung von Taktik, Technik und Verfahren (TTV)
- Abteilung Verwaltung: Verwaltungsfragen
- Abteilung Controlling: betriebswirtschaftliche Analysen
- Abteilung Geoinformationswesen: fachliche Beratung im Bereich Geoinformation
- Leitender Sanitätsoffizier: sanitätsdienstliche und fliegerärztliche Fachberatung

## Unterstellte Verbände
Dem Befehlshaber Luftwaffenführungskommando waren die drei Kommandos der Luftwaffendivisionen (Kdo 1. LwDiv, Kdo 2. LwDiv, Kdo 4. LwDiv), das Kommando Operative Führung Luftstreitkräfte (KdoOpFüLuSK) und der Führungsunterstützungsbereich der Luftwaffe (FüUstgBerLw) unterstellt.
Die Verbände (Darstellung nur Regimentsebene) der Divisionen umfassten:
- Kdo 1. Luftwaffendivision in Fürstenfeldbruck

- Einsatzführungsbereich 1 (EinsFüBer 1) in Meßstetten
- Jagdbombergeschwader 32 (JaboG 32) in Lagerlechfeld
- Flugabwehrraketengeschwader 5 (FlaRakG 5) in Erding
- Jagdgeschwader 74 (JG 74) in Neuburg an der Donau
- Taktisches Ausbildungskommando der Luftwaffe Italien (TaktAusbKdoLw IT) im italienischen Decimomannu
- Lufttransportgeschwader 61 (LTG 61) in Penzing
- Lufttransportgeschwader 62 (LTG 62) in Wunstorf
- Flugbereitschaft des Bundesministeriums der Verteidigung (FlBschftBMVg) in Köln

- Kdo 2. Luftwaffendivision in Birkenfeld

- Einsatzführungsbereich 3 (EinsFüBer 3) in Holzdorf
- Jagdbombergeschwader 31 „Boelcke“ (JaboG 31 „B“) in Nörvenich
- Jagdbombergeschwader 33 (JaboG 33) in Büchel
- Flugabwehrraketengeschwader 2 „Mecklenburg-Vorpommern“ (FlaRakG 2 „M-V“) in Bad Sülze
- Jagdgeschwader 73 „Steinhoff“ (JG 73 „S“) in Laage
- Hubschraubergeschwader 64 in Holzdorf

- Kdo 4. Luftwaffendivision in Aurich

- Einsatzführungsbereich 2 (EinsFüBer 2) in Erndtebrück
- Flugabwehrraketengeschwader 1 „Schleswig-Holstein“ (FlaRakG 1 „S-H“) in Husum
- Aufklärungsgeschwader 51 „Immelmann“ (AG 51 „I“) in Kropp/Jagel
- Jagdgeschwader 71 „Richthofen“ (JG 71 „R“) in Wittmund
- Objektschutzregiment der Luftwaffe „Friesland“ (ObjSRgt Lw) in Schortens
- Lufttransportgeschwader 63 (LTG 63) in Hohn